# Okrug Gornji
Okrug Gornji je naselje na otoku Čiovo (Hrvaška), ki upravno spada pod občino Okrug; le-ta pa spada pod Splitsko-dalmatinsko županijo.

## Geografija
Okrug Gornji je večje naselje predvsem počitniških hišic. Kraj leži  jugozahodno od Čiova, na najožjem delu otoka, med zalivoma Saldun in Movarštica. Naselje ima manjši pristan, varovan s kolenastim valobranom, podoben mandraču, v katerem lahko pristajajo plovila, ki imajo ugrez manjši od 1,5 m.

## Prebivalstvo
| Pregled števila prebivalcev po letih | Pregled števila prebivalcev po letih | Pregled števila prebivalcev po letih | Pregled števila prebivalcev po letih | Pregled števila prebivalcev po letih | Pregled števila prebivalcev po letih | Pregled števila prebivalcev po letih | Pregled števila prebivalcev po letih | Pregled števila prebivalcev po letih | Pregled števila prebivalcev po letih | Pregled števila prebivalcev po letih | Pregled števila prebivalcev po letih | Pregled števila prebivalcev po letih | Pregled števila prebivalcev po letih | Pregled števila prebivalcev po letih |
| ------------------------------------ | ------------------------------------ | ------------------------------------ | ------------------------------------ | ------------------------------------ | ------------------------------------ | ------------------------------------ | ------------------------------------ | ------------------------------------ | ------------------------------------ | ------------------------------------ | ------------------------------------ | ------------------------------------ | ------------------------------------ | ------------------------------------ |
| 1857                                 | 1869                                 | 1880                                 | 1890                                 | 1900                                 | 1910                                 | 1921                                 | 1931                                 | 1948                                 | 1953                                 | 1961                                 | 1971                                 | 1981                                 | 1991                                 | 2001                                 |
| 289                                  | 345                                  | 329                                  | 477                                  | 579                                  | 690                                  | 865                                  | 960                                  | 828                                  | 887                                  | 958                                  | 909                                  | 1044                                 | 1514                                 | 2767                                 |

## Zgodovina
V kraju so tri cerkve. Najstarejša, cerkev sv. Tudora je stara več kot 500 let, druga, cerkev sv. Karla Boromejskega je bila postavljena pred 300 leti.
Najmlajša pa je cerkev »Uzvišenog svetog križa« zgrajena v letu 2006 in posvečena 14. septembra 2006.